# De Lannoy (orgelbouwers)
de Lannoy was een geslacht van Zuid-Nederlandse orgelbouwers, werkzaam in de 17de eeuw. 

## Antoon de Lannoy
Antoon de Lannoy restaureerde in 1630 het orgel in de kathedraal van Antwerpen en bouwde in 1645 Abraham van den Kerckhovens instrument in de Catharinakerk in Brussel, een orgel dat tot diep in de 18e eeuw geprezen werd.

## Peter de Lannoy
Peter de Lannoy (gestorven te Antwerpen, ca. 1663), broer van Antoon, bouwde in 1654 een nieuw orgel voor de Sint-Jacobskerk en in 1655-1656 voor de kathedraal van Antwerpen. De kast hiervan was van P. Verbruggen de Oude en was beschilderd door Erasmus II Quellien, kunstenaars die ook de kast maakten voor het orgel van Nicolaas van Hagen in de Sint-Pauluskerk van Antwerpen (1654). Lannoys stijl leunde ook aan bij die van zijn beroemde collega Nicolaas van Hagen, die voor het onderhoud van zijn orgels instond na 1662.